# Hemilissa opaca
Hemilissa opaca là một loài bọ cánh cứng trong họ Cerambycidae.